# Clint Eastwood
Clinton Eastwood jr. (n. 31 mai 1930, California, SUA) este un actor, regizor și scenarist de film, producător, compozitor și politician american, câștigător a patru premii Oscar ca regizor, actor și producător. Ca erou laconic de westernuri și filme de acțiune, se numără din anii ’60 printre cele mai de succes staruri ale lumii. Mai târziu devine un regizor și producător de film renumit și obține în anii 1993 și 2005 Oscarul pentru cea mai bună regie. În plus, a fost distins ca producător al acestor filme cu Premiul Oscar pentru cel mai bun film.

## Viața

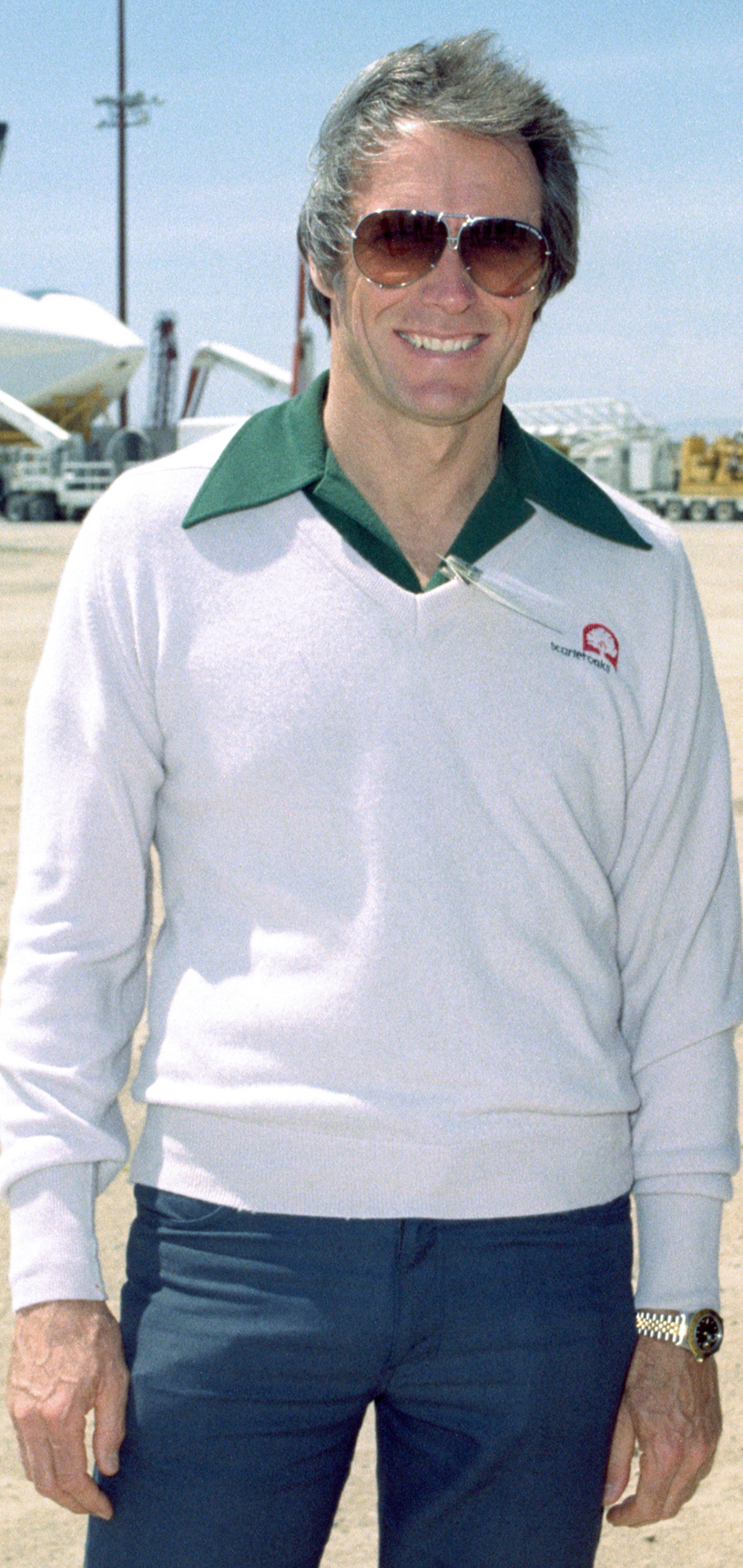
Clint Eastwood în 1981

Clint Eastwood este fiul contabilului Clinton Eastwood și al soției acestuia, Ruth. În timpul recesiunii economice, tatăl său a fost nevoit să lucreze ca vânzător într-o benzinărie și să pornească prin țară cu familia sa, în căutare de lucru. Clint locuia câteodată la bunica sa, care avea o crescătorie de găini în Sunol. În cele din urmă, familia sa s-a stabilit în Oakland. Eastwood, care trecea drept timid și introvertit, a frecventat zece școli diferite și a absolvit liceul în 1948. Printre altele, a lucrat ca tăietor de lemne, fochist, vânzător la benzinărie și magaziner.
În anul 1951 a fost chemat la armată și deplasat la Fort Ord, unde a lucrat doi ani ca instructor de înot. La armată l-a cunoscut pe David Janssen, viitorul interpret al lui Richard Kimble din serialul „Fugitive”. Janssen i-a propus chipeșului și atleticului Eastwood să-și încerce, ca și el, norocul la Hollywood.
În 1986 Eastwood a apărut pe primele pagini ale ziarelor, când a fost votat primar al locului său natal, Carmel. A deținut această funcție până în 1988. Eastwood este membru al Partidului Republican și a sprijinit printre altele candidatura la președinție a lui Richard Nixon și Ronald Reagan. Deoarece s-a împotrivit războiului din Irak și l-a considerat o mare greșeală, Clint Eastwood a fost de asemenea un hotărât oponent al conducerii Bush.
Deși se știe că Eastwood are probleme mari cu auzul, el refuză să poarte în public vreun aparat auditiv.

## Dinastia Eastwood
Eastwood are șapte copii (după unii, mai mulți, dar nedeterminat cât de mulți), care lucrează toți în domeniul artistic, film, modă, muzică, fotomodelism.
- n. 1964, actrița Kimber Eastwood, cu Roxanne Tunis
- n. 1968, muzicianul Kyle Eastwood[27], cu prima sa soție Maggie Johnson
- n. 1972, regizoarea Alison Eastwood, cu Maggie Johnson
- n. 1986, actorul Scott Eastwood, cu Jacelyn Reeves[28]
- n. 1988, fotomodelul, Miss Golden Globe, Kathryn Eastwood, cu Jacelyn Reeves
- n. 1993, actrița Francesca Fisher-Eastwood, cu Frances Louise Fisher
- n. 1996, actrița Morgan Eastwood, cu a doua sa soție, Dina Ruiz Eastwood

Îndelungata relație cu Sondra Locke a dus la o colaborare productivă, dar a rămas fără copii.

## Activitate

### Roluri secundare și seriale de televiziune
La mijlocul anilor ’50 Clint Eastwood a trecut examenele pentru Universal Pictures și a primit pentru început printr-un contract de 6 luni un curs de actorie gratuit. Din 1955 începe să joace în roluri minore, printre altele ca asistent de laborator în supraproducția „Revenge of the Creature” (1955). În „Tarantula“ (1955) a jucat în rolul unuia dintre piloții de avioane cu reacție care luptă cu napalm împotriva unui păianjen uriaș. Purtând însă mască de oxigen, de-abia este de recunoscut. Eastwood a obținut și roluri minore în televiziune.
În 1957, neprelungindu-i-se contractul de la Universal, a fost nevoit să lucreze din nou ca instructor de înot. Din cauză ca soția sa s-a îmbolnăvit serios, Eastwood a întâmpinat greutăți financiare. În 1957 a fost angajat prin contract pentru o perioadă scurtă de timp de societatea de filme RKO Pictures, care însă s-a retras imediat după aceea din domeniul producției cinematografice.
În 1959 Clint Eastwood a câștigat o poziție solidă în televiziune și a preluat în serialul longeviv de Western „Rawhide“ rolul cowboy-ului Rowdy Yates. Până în 1965 a jucat în 217 episoade.

### Debutul în Italo-Western
În 1964 regizorul italian Sergio Leone a lansat western-ul Pentru un pumn de dolari (Per un pugno di dollari), un remake al lui „Yojimbo” de Akira Kurosawa. Deoarece a trebuit să realizeze fimul cu un buget restrâns, nu a putut angaja pentru rolul principal un star Hollywood recunoscut, precum Henry Fonda sau James Coburn. În căutarea unui înlocuitor plătibil, regizorul l-a observat pe Eastwood, pe care în cele din urmă l-a angajat pentru 15.000 de dolari. Eastwood joacă în acest fim rolul unui aventurier, care într-un orășel se angajează ca pistolar în serviciul a două clanuri învrăjbite, pentru a le asmuți unul împotriva celuilalt.
Pentru un pumn de dolari a trecut mai întâi drept obscur și a fost fie facut praf de critici, fie nu a fost băgat în seamă. Filmul a ajuns totuși la încasări enorme și a declanșat valul de Italo-Western din anii ’60, care a dat naștere la mai multe sute de filme. În rolul cinicului străin fără nume, care își confruntă dușmanii într-un poncho cu o liniște provocatoare, Clint Eastwood a avansat ca un exponent al culturii pop. Nenumărați actori de western s-au orientat în următorii ani după tipul de personaj creat de Eastwood și Leone.
În filmul care a urmat acestuia, Pentru câțiva dolari în plus (Per qualche dollaro in più) (1965), actorul se înfățișează din nou ca pistolar neras, apărând în rolul unui vânător de recompense, care împreună cu „tovarășul“ său, Lee Van Cleef, înfrânge o bandă de escroci. Succesul acestui film i-a făcut lui Leone în 1966 posibilă realizarea costisitorului film Cel bun, cel rău, cel urât (Il buono, il brutto, il cattivo). Eastwood apare din nou în poncho ca vânător de recompense și se află împreună cu Lee van Cleef și Eli Wallach pe urma unei comori care s-a pierdut în tulburările de după războiul civil.
Acest al treilea western al lui Leone a devenit un film cu încasări uriașe și a avansat în cursul deceniilor la statutul unui film de clasă. În lista celor mai bune fime din Internet Movie Database figurează pe locul 9, trecând drept cel mai bun western al tuturor timpurilor (august 2009).
După „Cel bun, cel rău, cel urât”, relațiile dintre Sergio Leone și actorul său principal s-au zdruncinat, fapt care l-a determinat pe regizor ca pentru următorul său film să-l angajeze pe Charles Bronson. 
După cât se pare, cei doi s-au împăcat înaintea morții lui Sergio Leone din 1989. În 1992 Eastwood i-a dedicat western-ul regizat de el, Unforgiven, printre alții și lui Sergio Leone.
Prin acest film, în care a jucat rolul principal, a reușit atât să aducă un omagiu genului, cât și să pună în discuție miturile și transfigurările sale, așadar și propriul său rol ca erou de western.
Această realizare a însemnat pentru Eastwood debutul celei de-a doua cariere, cea de regizor de film.

### Actorul Clint Eastwood
Clint Eastwood a devenit în cursul deceniilor unul dintre cele mai cunoscute star-uri pe plan mondial și este recunoscut de-a lungul generațiilor ca o figură proeminentă în cinematografie. Star-ul, înalt de 1,93 metri, cu trăsături marcante, a exercitat în rolul eroului de acțiune scump la vorbă o mare putere de atracție. Este cunoscut pentru mina nemișcată cu care dă replici scurte și cinice („Make my day“, „Do I feel lucky, well do ya punk?“).
Imaginea lui Eastwood ca erou pistolar a fost mult discutată mai ales în anii ’70. Influenta doamnă critic de film Pauline Kael l-a atacat regulat pe Eastwood, atribuind personajelor sale de film o ideologie reacționară și disprețuitoare față de oameni, ceea ce actorul a respins vehement.
De-a lungul deceniilor și înaintând în vârstă, figurile din rolurile sale au devenit vizibil mai blânde și mai ironice față de propria persoană. Doar în „Gran Torino“, care a fost gândit ca o imagine de adio strălucită, Eastwood a jucat un personaj acrit, de o sinceritate cinică, cu convingeri morale nemiloase.

### Privire de ansamblu asupra activității
Clint Eastwood a jucat din 1964 rolul principal în 45 de filme artistice.
Din 1968 a apărut de 21 de ori pe lista cu cei zece cei mai de succes actori din punct de vedere comercial, care este întocmită anual de către Quigley Publications. Doar John Wayne a fost inclus de mai multe ori în Lista Quigley (și anume de 25 de ori). Conform lui Quigley între 1972 și 1993 a fost în ceea ce privește încasările filmelor sale cel mai de succes actor.
Clint Eastwood este până în prezent cel mai în vârstă regizor care a obținut vreodată un Oscar pentru cea mai buna regie – avea 74 de ani când a primit premiul pentru „Million Dollar Baby”.
Este de asemenea singurul star Hollywood care, atât ca regizor, cât și ca producător, a fost distins de două ori cu acest premiu (Warren Beatty, Robert Redford, Mel Gibson și Kevin Costner au primit premiul până acum de câte o dată ca regizor). În total a primit așadar patru Oscar-uri. Ca regizor, Eastwood este cunoscut pentru felul eficient de a lucra, terminând de multe ori filmările înainte de termenul planificat și mereu în limitele bugetului prevăzut. Franz Everschor constată că în 2006, la 76 de ani, „este mai dornic ca niciodată să încerce experiențe”.
Până acum (mai 2010) au fost nominalizați opt actori sub regia lui Eastwood pentru un Oscar.
Din 1971 Eastwood a pus în scenă 31 de filme artistice iar din 1982 a produs 24 astfel de filme. Din 1969 s-a implicat în 17 filme ca și cântăreț și compozitor de coloane sonore și cântece.

## Filmografie selectivă

### Actor
- Seria de trei filme western (numite spaghetti western) a lui Sergio Leone, în care Clint Eastwood interpretează „omul fără nume”:
  - 1964 Pentru un pumn de dolari
  - 1965 Pentru câțiva dolari în plus și
  - 1966 Cel bun, cel rău și cel urât
- 1972 Inspectorul Harry
- 1973 Forța pistolului
- 1976 Procurorul
- 1978 Pe oriunde, dar șterge-o!
- 1979 Vestul sălbatic (The Wild West), regia Laurence Joachim
- 1983 Întoarcerea inspectorului Harry
- 1988 Inspectorul Harry și jocul morții
- 1989 Cadillacul roz
- 1992 Necruțătorul
- 1995 O sută și una de nopți (Les Cent et Une Nuits de Simon Cinéma), regia Agnès Varda
- 2010 Gran Torino

### Regizor
- 1983 Întoarcerea inspectorului Harry (Sudden Impact)
- 1992 Necruțătorul (Unforgiven)
- 2003 Misterele fluviului (Mystic River)
- 2004 O fată de milioane (Million Dollar Baby)
- 2006 Scrisori din Iwo Jima (Letters from Iwo Jima)
- 2006 Steaguri pline de glorie
- 2008 Gran Torino
- 2010 Hereafter - Dincolo de viata (Hereafter)
- 2014 American Sniper
- 2018 Curierul (The Mule)